# Mikhaylov Island
Mikhaylov Island (russisch Остров Михайлова Ostrow Michailowa) ist eine eisbedeckte und unbewohnte Insel im West-Schelfeis vor der Leopold-und-Astrid-Küste des ostantarktischen Prinzessin-Elisabeth-Lands. Sie hat eine Fläche von etwa 630 km², was einer Länge von ungefähr 42 km und einer Breite von etwa 15 km entspricht. Die höchste Erhebung der Insel liegt bei 240,79 m. Mikhaylow Island liegt knapp 10 km südsüdwestlich von Leskov Island entfernt. 
Entdeckt wurde die Insel 1956 bei einer sowjetischen Antarktisexpedition. Namensgeber ist Pawel Nikolajewitsch Michailow (1786–1840), russischer Maler und Zeichner sowie Teilnehmer an der ersten russischen Antarktisexpedition (1819–1821) unter der Leitung von Fabian Gottlieb von Bellingshausen. Das Advisory Committee on Antarctic Names übertrug die russische Benennung 1965 ins Englische.